# Claude Palmero
Pour les articles homonymes, voir Palmero.
Claude Palmero, né le 6 juillet 1956 à Monaco, est un expert-comptable monégasque et l'administrateur des biens du prince Albert II de Monaco jusqu'en juin 2023.

## Biographie
Claude Palmero est le fils d'André Palmero, qui a fondé en 1959 le cabinet familial d'expertise comptable et de conseil juridique et fiscal et qui fut lui-même l'administrateur des biens du prince Rainier de 1980 à 2000, année de son décès,.
Claude Palmero est marié avec Josiane, professeur de lettres (FLE – Français enseigné comme Langue Étrangère) au collège Charles-III de Monaco. Il a une sœur, Christiane Palmero, avocate à Monaco.

## Éducation
Élève au lycée Albert-Ier de Monaco, où il obtient son baccalauréat scientifique alors qu'il n'a que 15 ans, Claude Palmero étudie par la suite le management à l'École des hautes études commerciales de Paris - HEC (1974-1977) et, en parallèle, le droit des affaires à l'université Panthéon-Assas, où il obtient un DEA avec mention en 1980. La même année, Claude Palmero est diplômé de gestion comptable et d'expertise comptable.

## Carrière
En 1977, Claude Palmero commence sa carrière au sein d'Andersen à Paris. Il y acquiert une solide expérience en matière d'audit, d'organisation, de fusions-acquisitions et d'évaluation.
En 1987, il rentre à Monaco, où il reprend le cabinet familial qui sous, son impulsion, connaîtra un fort développement jusqu'à son rapprochement, en septembre 2010, avec PricewaterhouseCoopers. Aujourd'hui, son cabinet salarie une soixantaine d'employés. Il compte parmi ses clients le Groupe Marzocco, en faveur duquel il va décider la vente de villa Bromar, en sa qualité de président de la fondation Hector-Otto.
En janvier 2001, quelques jours après le décès d'André Palmero, Rainier III nomme Claude Palmero aux fonctions d'administrateur des biens de la famille souveraine.

## Controverse
En juin 2023, Claude Palmero est démis de ses fonctions, par Albert II de Monaco à la suite d'un épisode de l'émission télévisée Complément d'enquête parti sur les traces d'un corbeau faisant fuiter des documents partiels ou falsifiés obtenus par piratage d'e-mails. Deux hommes sont mis en examen pour leur rôle supposé dans cette opération de déstabilisation du pouvoir monégasque.  
Plusieurs membres de la famille Grimaldi décident de saisir la justice pénale après un audit sur l'utilisation des fonds de l'État de Monaco, notamment dans le cadre d'opérations immobilières.
De son côté, Claude Palmero attaque la famille princière au pénal pour harcèlement et calomnie. Il entreprend en parallèle des démarches judiciaires visant à être rétabli dans ses fonctions et « pour laver son honneur », portant l'affaire devant la Cour européenne des droits de l'homme en raison du manque d'indépendance des juges de Monaco, qui sont directement nommés par le souverain.
Dans une série d'articles d'enquête du Monde révélant les secrets financiers de la principauté, il est présenté comme un rempart contre la corruption rampante à Monaco, notamment dans le secteur de la promotion immobilière, alors que Monaco risque d'être de nouveau placé en liste grise des paradis fiscaux par Moneyval.

## Philanthropie
Claude Palmero est le président de la fondation Hector-Otto, qui œuvre en faveur des personnes âgées nécessiteuses et de l’enfance dans le besoin. La fondation gère notamment deux établissements pour personnes âgées, qui comptent entre 150 et 160 résidents,,.
Claude Palmero est membre d'honneur de l'Académie européenne de philatélie, et le président de la commission philatélique et numismatique de SAS le Prince Souverain de Monaco. Il est aussi président de la Commission artistique et de la Commission écologique du Palais princier,.

## Décorations
Claude Palmero est chevalier de l'ordre de Grimaldi et chevalier de l’ordre de Saint-Charles.